# Шпиталь «Британія»
«Шпиталь „Британія“» — кінофільм режисера Ліндсі Андерсона, що вийшов на екрани в 1982 році. Остання частина трилогії про пригоди Міка Тревіса, в яку входять також стрічки «Якщо....» (1968) та «О, щасливчик!» (1973). Фільм брав участь у конкурсній програмі Каннського і Чиказького кінофестивалів, а також отримав приз глядацьких симпатій на фестивалі «Фанташпорту».

## Сюжет
Фільм являє собою чудовий зразок соціальної сатири. Він їдко висміює соціальну нерівність і традиційні привілеї британської еліти. Шпиталь «Британія» символізує собою модель всього британського суспільства кінця 70-х — початку 80-х років минулого століття. Пацієнти госпіталю, також, як і все суспільство, розділені на дві групи — прості та привілейована еліта. Серед привілейованих пацієнтів — багата спадкоємиця, колишній генерал і навіть диктатор невеликої африканської країни. Для них існують окремі розкішні палати, для них завозиться спеціальна висококалорійна їжа, до них виявляють особливу турботу лікарі, тоді як звичайні пацієнти містяться в скромних тісних кімнатах і харчуються простою їжею, приготованою на кухні госпіталю.
Це кричуща нерівність стає однією з причин страйку технічного персоналу госпіталю. Госпіталь оточений високою металевою огорожею, за якою вирує натовп, що зібрався на демонстрацію протесту проти соціальної нерівності. Організатори демонстрації вимагають виселити елітних пацієнтів з госпіталю. Але у керівників госпіталю зовсім інші плани. Вони готуються до майбутнього візиту самої королеви Великої Британії (про що учасники демонстрації ще не здогадуються). Для цього адміністратор шпиталю прагне вгамувати страйкарів і домовитися з їх лідерами шляхом їх підкупу, що йому спочатку вдається.
Нишпорка тележурналіст Мік Тревіс (Малкольм Макдавелл) з допомогою медсестри-негритянки непомітно проникає на територію госпіталю, щоб зняти фільм про ті неподобства, які там кояться.
Тимчасом як керівник госпіталю професор Міллер гарячково працює над таємним медичним експериментом, який, на його думку, повинен вказати людству на новий спосіб виживання земної цивілізації. Він сподівається показати результат свого експерименту королеві Великої Британії (у фільмі королеву називають скорочено HRH — Her Royal Highness, тобто ЇКВ — Її Королівська Високість). Щоб не викликати підозр натовпу страйкарів, ЇКВ та її почет таємно завозять до шпиталю в машині швидкої допомоги, замаскувавши їх під пацієнтів. Але страйкарі дізнаються про це і, зрозумівши, що їх обдурили, починають штурм воріт шпиталю, намагаючись прорватися всередину.
Тим часом професор Міллер (Грем Кроуден), використовуючи частини тіл померлих пацієнтів, виконує складну хірургічну операцію, щоб збирати в єдине ціле новий людський організм з підвищеною виживаністю (це і є його експеримент). Мік Тревіс, сховавшись в одному з підсобних кімнат, з жахом знімає на плівку вбивство професором Міллером та його колегами одного з пацієнтів госпіталю, тіло якого їм знадобилося для завершення експерименту. Несподівано медики виявляють Тревіса і ловлять його. Професор Міллер відразу ж вирішує використовувати голову Тревіса для комбінованого організму. Він власноруч відрубує голову Тревіса і тут же пришиває її до нового організму. І ось медичний експеримент готовий для показу ЇКВ та іншим високопоставленим гостям. Однак, під час завершального обстеження комбінованого тіла, голова Тревіса несподівано відривається, починається страшна кровотеча і знервоване безголове тіло доводиться убити за допомогою медичної сокири.
Незабаром натовп страйкарів проривається на територію госпіталю і вривається до зали, де має розпочатися демонстрація результатів експерименту професора Міллера і де вже зібралася вся королівська свита. Спочатку поліціянти намагаються зупинити натовп, але професор Міллер дозволяє страйкарям сісти поруч з королевою та її придворними, щоб і вони могли подивитися на його видатне творіння. Принишклі глядачі, затамувавши подих, слухають його попередню лекцію про долю людства і про те, яким повинна бути людина майбутнього. Потім починається показ результатів наукового експерименту, який є абсолютно шокуючим зразком нового типу носія розуму.

## У ролях
- Леонард Росситер — Вінсент Поттер
- Грем Кроуден — професор Міллер
- Малкольм Макдавелл — Мік Тревіс
- Джоан Плоурайт — Філліс Грімшоу
- Джилл Беннетт — доктор Макміллан
- Марша Гант — сестра Аманда Персіл
- Брайан Петтіфер — Байлз
- Джон Моффат — Гревілл Фіг
- Фултон Маккей — суперінтендант Джонс
- Робін Есквіт — Бен Кітінг
- Алан Бейтс — Макріді
- Марк Гемілл — Ред
- Френк Граймс — Семмі / голос істоти